# دمیتریفکا (شهرستان اوفیمسکی، باشقیرستان)
دمیتریفکا (انگلیسی: Dmitriyevka, Ufimsky District, Republic of Bashkortostan) یک شهرک در شهرستان اوفیمسکی استان باشقیرستان کشور روسیه است.